# 社会起業大学
社会起業大学（しゃかいきぎょうだいがく、英語: Social Entrepreneur College）は、東京都新宿区に本社を置く社会起業大学株式会社が運営する日本初の社会起業家育成に特化したビジネススクール。

## 概要
社会起業大学は、2010年4月に日本初の社会起業家育成に特化したビジネススクールとして開校した。
思想として「人が最も深い喜びを感じるのは自分の才能を生かして誰かの役に立った時である」を、ソーシャルミッションとして「ソーシャルミッションの普及、社会起業家の育成・支援」を掲げている。 
SEC METHOD（セックメソッド）と呼ばれる独自の社会起業家育成の方法論を有し、「社会課題」「自分らしさ」「ビジネス」を重ね合わせることを通じてソーシャルアントレプレナーシップを確立していくプログラムを提供している。その中核概念としてソーシャルミッションを掲げている。
個人を対象としたビジネススクール事業のほか、行政や企業への研修プログラムの提供も行っている。

## 沿革
- 2010年4月 　日本で最初の社会起業家育成に特化したビジネススクールとして開校。
- 2020年2月 　株式会社化。代表取締役社長、学長に林浩喜が就任。[5]
- 2020年11月  校舎を東京都千代田区から東京都新宿区に移転。

## 講師・アドバイザー（五十音順）
阿久澤 剛樹
戍亥 一幸
岡村 恵津子
仮屋薗 聡一
熊平 美香
近藤 正純 ロバート
斉藤 学
町井 則雄
三田 真美

## 主な卒業生（五十音順）
石島 知（第1期生 harmo株式会社 代表取締役 Co-CEO）
碓田 拓磨（第1期生 虎ノ門カイロプラクティック院 院長）
川村 結里子（第3期生 株式会社結屋 代表取締役 三島バル代表）　
清輔 夏輝（第3期生 NPO法人チャリティーサンタ 代表理事）
塩崎 良子（第12期生 株式会社 TOKIMEKU JAPAN 代表取締役社長）
澁澤 博子（第17期生 HiMARI ブランドオーナー）
杉下 智彦（第9期生 元東京女子医大教授　医師）
名知 仁子（第5期生 NPO法人ミャンマー ファミリー・クリニックと菜園の会(MFCG) 代表理事　医師）
細越 美和（第16期生 Westcoast International Education Consulting in Canada Ltd.　代表取締役） 
三井 俊介（第1期生 NPO法人SET 理事長　宮城大学 非常勤講師）
山城 裕之（第10期生 株式会社Y&Kコミュニティーズ 代表取締役）
與良 だいち（第4期生 元株式会社ハコニワ・ファーム 代表取締役）